# Château de Fukushima
Le château de Fukushima (福島城, Fukushima-jō) se trouve à Kiso dans la préfecture de Nagano au Japon. Il est l'objet d'un siège conduit par Takeda Shingen en 1554. Kiso Yoshiyasu, le commandant du château, se rend, ayant épuisé tous les vivres. Il ne reste plus rien du château.